# Guerra de Independencia de Estonia
La Guerra de Independencia de Estonia (en estonio: Vabadussõda, literalmente "Guerra de Liberación"), también conocida como la guerra de liberación estonia, es el nombre que se le da a una campaña militar defensiva que fue llevada a cabo por el Ejército de Estonia y sus aliados, principalmente fuerzas de Rusia Blanca, Letonia y el Reino Unido, como respuesta a la ofensiva soviética en el Frente Occidental y la agresión del Baltische Landeswehr. 
La guerra estuvo relacionada con la guerra civil rusa entre 1918 y 1920. La campaña fue parte de la lucha estonia por lograr su soberanía tras el final de la Primera Guerra Mundial y tuvo como resultado la creación del nuevo Estado estonio, con el reconocimiento de su independencia con el Tratado de Tartu.

## Preludio
En noviembre de 1917, tras la Revolución de Octubre en Rusia, una dieta del Gobierno Autónomo de Estonia y de la Asamblea Provincial Estonia, que había sido elegida en la primavera de ese año, se autoproclamaron como la máxima autoridad en Estonia. Poco después, los bolcheviques disolvieron la Asamblea Provincial Estonia y obligaron a los independentistas estonios a replegarse de forma temporal en la capital Tallin. Unos meses después, aprovechando el intervalo entre la retirada del Ejército Rojo y la llegada del Ejército Imperial Alemán, el Comité de Salvación del Consejo Nacional Estonio Maapäev proclamó la independencia estonia en Tallin, el 24 de febrero de 1918, y formó el gobierno provisional de Estonia. 
Este primer periodo de independencia duró muy poco tiempo, ya que tropas alemanas entraron en Tallin el día siguiente. Las autoridades alemanas no reconocieron ni al gobierno autónomo ni a su reclamación de independencia, sino que los consideró como un grupo aislado que estaba usurpando los derechos de la nobleza báltica.

## La guerra
Después de que el Imperio Alemán capitulara luego de la Revolución Alemana, del 11 al 14 de noviembre de 1918, los representantes de Alemania entregaron el poder oficial al Gobierno provisional de Estonia. El 16 de noviembre, el gobierno provisional hizo un llamamiento a una movilización voluntaria y comenzó a organizar el ejército estonio, nombrando a Konstantin Päts como ministro de Guerra, al mayor General Andres Larka como jefe del Estado Mayor y al mayor general Aleksander Tõnisson como comandante del Ejército de Estonia, que constaba tan solo de una división en el momento de ser creado.

### Ofensiva rusa hacia el oeste 1918-1919

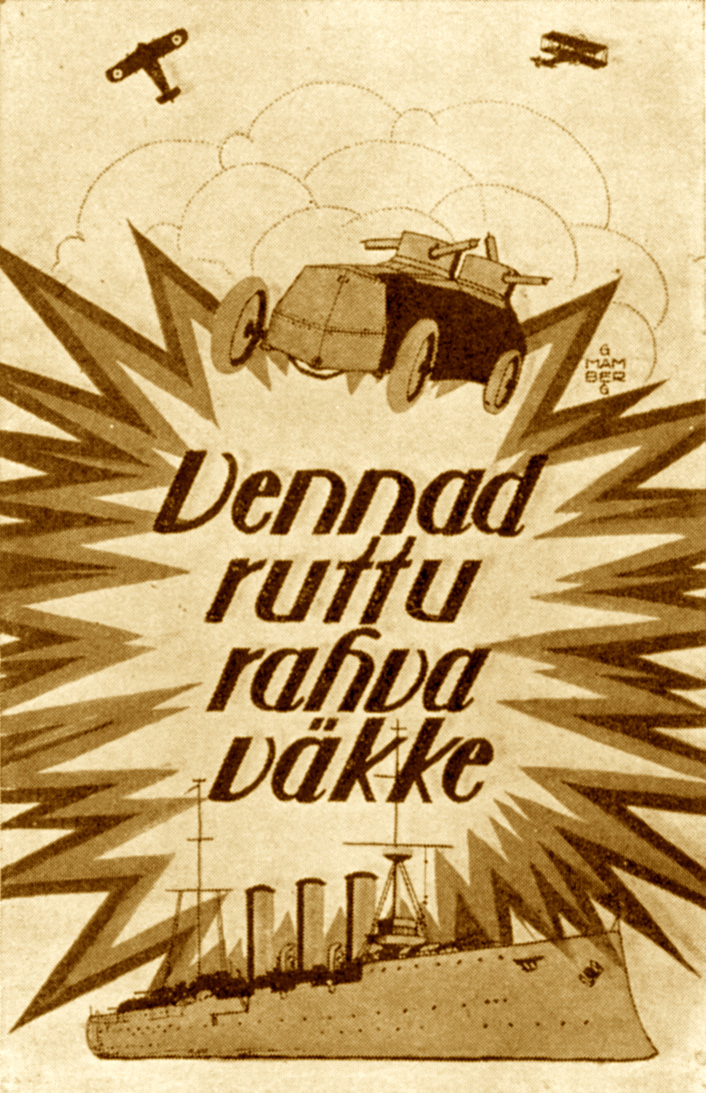
Hermanos, uníos al Ejército de la Nación cuanto antes!. Cartel de reclutamiento del Ejército de Estonia en 1918.

La guerra de independencia estalló oficialmente el 28 de noviembre de 1918, cuando la 6.ª División de fusileros Rojos de la sección norte de la ofensiva rusa hacia el oeste de 1918-1919 atacó a unidades de la Liga de Defensa Estonia (que constaba principalmente de estudiantes de secundaria) y el Infanterie-Regiment Nr. 405 alemán que se encontraban desplegadas para la defensa del pueblo fronterizo de Narva.
La 6.ª División de fusileros soviética capturó la ciudad el 29 de noviembre con sus 7000 soldados, 22 cañones, 111 ametralladoras, un tren blindado, 2 vehículos blindados, 2 aviones, el crucero de la clase Bogatyr Oleg y dos destructores de apoyo. El 405.º Regimiento de Infantería del ejército alemán se replegó hacia el oeste después de esto.
La 2.ª División de Novgorod abrió un segundo frente al sur del Lago Peipus, donde la división tenía estacionadas 7000 efectivos de infantería, 12 cañones, 50 ametralladoras, 2 trenes blindados y 3 vehículos blindados. Las fuerzas militares de Estonia consistían entonces en 2000 hombres con armas ligeras y aproximadamente 14 500 hombres mal equipados y armados, dentro de la "Liga de Defensa Estonia" (Guardia Nacional). Para noviembre de 1918 se formó el "Batallón del Báltico", una compañía montada de ametralladoras e infantería. La minoría alemana del Báltico de Estonia constituyó gran parte de los voluntarios que se unieron a la milicia. Debido a esto y al ser el primer batallón que perteneció al Ejército de la República de Estonia, demostró y mantuvo una férrea lealtad al gobierno estonio. Esto contrasta con la Baltische Landeswehr en Letonia.
En la víspera de Navidad de 1918, la 6.ª División de fusileros capturó el enlace ferroviario de Tapa, quedando a tan solo 34 kilómetros de la capital Tallin, y los bolcheviques estonios declararon la Comunidad de Trabajadores estonios en Narva. El 49.º Regimiento de fusileros de Letonia tomó la estación de ferrocarril de Valga el 18 de ese mes, para luego ocupar la ciudad de Tartu también en la víspera de Navidad.
Para finales de ese año, el 7.º Ejército Rojo controlaba Estonia casi en su totalidad, rodeando a Tallin a 34 kilómetros en el este, desde Tartu en el oeste y desde Ainazi en el sur.
El coronel Johan Laidoner, que había sido nombrado Comandante en Jefe de las fuerzas armadas de Estonia, reclutó 600 oficiales y 11 000 voluntarios para el 23 de diciembre de 1918. Organizó las fuerzas estacionando a la 2.ª División en el sur del país bajo el mando del coronel Viktor Puskar, junto con unidades de comando como el Batallón de Guerrilla "Tartumaa" y el Kalevi Malev.
El gobierno nacional también contó con ayuda extranjera: el 5 de diciembre, Finlandia les entregó 5000 rifles y 20 cañones junto con sus municiones. La ayuda del Reino Unido se materializó con la llegada de un escuadrón de la Armada Real británica comandado por el Contraalmirante Sir Edwyn Alexander-Sinclair a Tallin el 31 de diciembre, trayendo consigo 6500 rifles, 200 ametralladoras y 2 cañones. El escuadrón capturó dos destructores bolcheviques, el Spartak y Avtroil, y los entregó a Estonia, quienes los renombraron como Vambola y Lennuk.
El 2 de enero llegaron 2000 voluntarios finlandeses. Entre otros preparativos, el capitán Anton Irv supervisó la construcción de tres trenes blindados.

## Liberación del territorio estonio

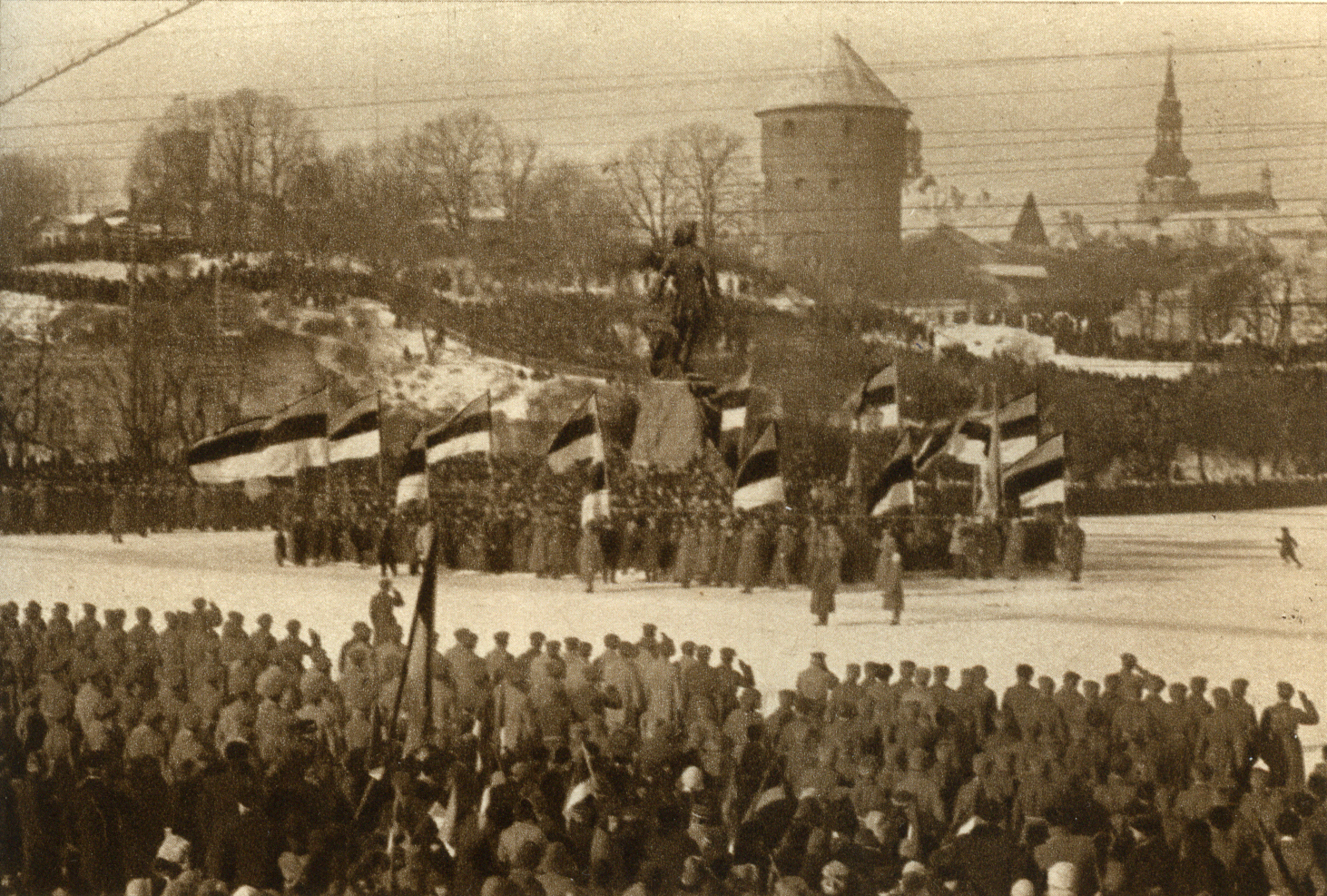
La primera celebración del Día de la Independencia de Estonia en Tallin el 24 de febrero de 1919.

A principios de 1919, el Ejército de Estonia había incrementado sus filas hasta un total de 13 000 hombres, con 5700 ubicados en el frente contra 8000 soviéticos. El reforzado ejército estonio detuvo el avance del 7.º Ejército, entre el 2 y el 5 de enero de 1919, y comenzó una contraofensiva el 7 de enero.
Tapa fue liberada dos días después en una campaña marcada por la exitosa implementación de "soomusrongids" (trenes blindados). Estos eventos fueron seguidos rápidamente por la liberación del pueblo de Rakvere el 12 de enero.
Para la liberación de Narva, una fuerza de unos 1000 soldados estonios desembarcó en Utria en la retaguardia de la 6.ª División de fusileros soviéticos el 17 de enero. De esta manera, los finlandeses cortaron cualquier posibilidad de retirada hacia el este a las tropas rusas. Narva fue recuperada el día siguiente. La liberación de la ciudad hizo que el frente noreste se estabilizara a lo largo del río Narva. En 11 días, la 1.ª División había avanzado 200 km.
En el frente sur, Tartu fue liberada luego del rápido despliegue de trenes blindados y el Batallón de Guerrilla de Tartumaa. La 2.ª División continuó avanzando hacia el sur, donde fue encontrando una creciente resistencia soviética. En la Batalla de Paju, el Batallón de Guerrilla de Tartumaa y los voluntarios finlandeses expulsaron a los fusileros de Letonia de Valga el 31 de enero.
En la segunda mitad de febrero los estonios avanzaron hacia el sur, capturando Salacgrīva y Alūksne. Estonia declaró su independencia ese mismo mes, el 24 de febrero de 1919. En ese momento sus fuerzas consistían en 19 000 soldados, 70 cañones y 230 ametralladoras. Estonia se había convertido en el primer país en repeler la Ofensiva Soviética hacia el oeste. No obstante, el avance estonio se vio truncado una vez que los rusos comenzaron a prepararse para una nueva ofensiva.
Hacia finales de febrero, el Ejército Rojo empezó la nueva ofensiva Soviética para recapturar Estonia. Para este fin establecieron lo que llamaron el nuevo Ejército Rojo "Estonio". Esta considerable fuerza consistía aproximadamente en 80 000 conscriptos.
Posicionado a orillas del río Narva, la 1.ª División estonia y su aliado el Ejército Blanco repelieron el ataque del 7.º Cuerpo del Ejército Rojo. Los soviéticos bombardearon fuertemente Narva, dejando cerca de 2000 personas sin hogar, pero no pudieron conquistar la ciudad. La mayoría de las fuerzas soviéticas se concentraban a lo largo del frente sur. El llamado Ejército rojo "Estonio" se apoderó de Alūksne, Setomaa, Vastseliina y Räpina hacia el 15 de marzo.
Después de haber recibido refuerzos, la 2.ª División estonia contraatacó y recuperaró Petseri el 29 de marzo. Posteriormente, el Ejército Rojo estoniano fue obligado a replegarse detrás del río Optjok.
El 27 de marzo, la 3.ª División estonia se desplegó a lo largo del flanco occidental del frente sur, bajo el mando del general Ernst Põdder. En Võru, la situación se hizo crítica el 22 de abril cuando el Ejército Rojo "Estonio" se acercó a 1.5 km de la ciudad. Los intensos combates continuaron en el frente sureste hasta la primera quincena de mayo.
El 25 de abril, los Fusileros Letones capturaron Rūjiena, pero fueron pronto rechazados por la 3.ª División a la línea de Salacgrīva-Seda-Gauja.